# FailArmy
FailArmy ist ein US-amerikanischer Streaming-Kanal, der von Jukin Media betrieben wird und seine Videos auf YouTube und Twitch veröffentlicht.

## Werdegang
Der Kanal wurde am 5. Juli 2011 gegründet. Das erste Video wurde am 31. August 2012 hochgeladen. Wöchentlich wird eine Zusammenstellung aus Videos hochgeladen, in denen Personen einen Unfall haben bzw. an etwas scheitern. Am Ende des Monats wird noch eine Zusammenstellung aus den lustigsten und besten Unfällen hochgeladen. Außerdem gibt es spezielle Videos, wie z. B. Unfälle von Events, Personen, Tierrassen oder bei einer Tätigkeit. Diese Unfälle sind meist harmlos und niemand wird ernsthaft verletzt. Der Kanal hat eine eigene Website, auf der man seine eigenen Videos einschicken kann. Bedingung ist die Einhaltung einer Altersgrenze von mindestens 13 Jahren und das Video muss selbst aufgenommen worden sein. Außerdem haben sie für den Google Play Store und iTunes eine App veröffentlicht.

## Stream
Neben den beiden YouTube-Kanälen wird auch noch ein Twitch-Stream betrieben, auf welchem 24/7 FailArmy Videos abgespielt werden. Auf diesem Twitch-Account hat FailArmy über 90.000 Follower und über 6.800.000 Aufrufe.

## Formate
- Best Epic Fail Compilation
- Failarmy Fails of the Week
- Best Fails of the Month
- MEGA Fails of the Year
- FailArmy's Top Fails Breakdown
- Ultimate Fails Compilations
- FailArmy Best Girl Fails
- Fails Compilation
- FailArmy's Best Pranks